# Лебединое (озеро, исток Черкасовки)
Лебединое (фин. Näykkijärvi) — озеро на территории Гончаровского сельского поселения Выборгского района Ленинградской области.

## Общие сведения
Площадь озера — 1,6 км². Располагается на высоте 13,4 метров над уровнем моря.
Форма озера продолговатая: вытянуто с северо-запада на юго-восток. Берега несильно изрезанные, каменисто-песчаные.
В юго-восточную оконечность озера впадает река Большая. Из северо-западной оконечности озера вытекает река Черкасовка, впадающая в Финский залив.
В озере расположены три острова различной площади. Наиболее крупный носит название Ландышевый (фин. Kielosaari).
Вдоль северо-восточного берега озера проходит линия железной дороги Санкт-Петербург — Выборг. Также на берегу озера располагается посёлок при станции Лебедевка.
Название озера переводится с финского языка как «кусачее озеро».
Код объекта в государственном водном реестре — 01040300511102000009759.